# Веяния времени
«Веяния времени» (англ. The Ways of the Hour, другой вариант перевода — «Новые веяния») — последний роман американского писателя Джеймса Фенимора Купера, опубликованный в 1850 году.
Действие романа происходит в США в современную автору эпоху. Двое пожилых супругов погибают, а их дом сгорает. Обвинение в убийстве и поджоге падает на молодую женщину Мэри Монсон, которая предстаёт перед судом присяжных. Она отказывается давать показания, так как уверена, что её должны оправдать из-за полного отсутствия улик. Вскоре выясняется, что один из супругов остался в живых и что его жена погибла из-за несчастного случая, а дом загорелся случайно.

## Создание и оценки
К концу своей жизни Купер, много судившийся с американскими газетами и журналами, накопил массу негативного опыта, связанного с судебной системой США в целом и с судами присяжных в частности. Этот опыт лёг в основу его последнего романа. Писатель стремился показать пристрастность присяжных, несовместимость такой системы принятия решений с подлинным правосудием. Актуальность сюжета привлекла к «Веяниям времени» внимание широкой публики. «Многим книга нравится, даже очень нравится, хотя она и не пользуется всеобщим признанием, — писал в связи с этим Купер жене. — Вызывает возражения ее якобы антиамериканизм!».
Критики встретили роман враждебно, заявляя о его невысоких литературных достоинствах и о неправоте автора. Один из рецензентов отнёс «Веяния времени» к числу «ублюдочных гибридов, скучных как чтиво и вводящих в заблуждение как социальные комментарии», которые Купер выпускал в последние годы «вместо романов».